# Tami (partit polític)
Tami (hebreu: תמ"י, acrònim de Tnuat Massóret Israel (תנועת מסורת ישראל), Moviment per l'Herència d'Israel) fou un partit polític d'Israel d'orientació mizrahim liderat per Aharon Abuhatzira. Fou fundat poc abans de les eleccions legislatives d'Israel de 1981 quan el ministre de les Religions i exalcalde de Ramla Aharon Abuhatzira es va separar del Partit Nacional Religiós després d'haver intentat que fos desposseït de la seva immunitat parlamentària i portat a judici.
Va organitzar una campanya sobre una plataforma d'igualtat per a tots els ciutadans independentment de la seva religió, origen ètnic o nacionalitat, i va obtenir tres escons, ocupat per Abuhatzira, president de la Federació Sefardita d'Israel i antic diputat de Mapai, l'antic diputat d'Alineació i ministre Aharon Uzan, i Ben-Zion Rubin, ex membre del Partit Nacional Religiós. El partit fou convidat a formar part del govern de coalició de Menahem Begin amb Likkud, el Partit Nacional Religiós, Agudat Israel, Telem i més tard Tehiyà. Abuhatzira fou nomenat Ministre de treball i previsió social i Ministre d'Absorció d'Immigrants, però va renunciar als dos càrrecs a l'abril de 1982 després de ser declarat culpable de robatori, abús de confiança i frau, deixant el seu càrrec a Uzan.
El partit no van obtenir bons resultats a les eleccions de 1984, perdent molts dels seus votants davant el nou partit sefardita Xas, i només va obtenir un escó, obtingut per Abuhatzira. Es va fusionar amb el Likkud durant la sessió de la Kenésset i va deixar d'existir.

## Resultats electorals
| Any  | Líder             | Vots   | %         | Escons  | +/– | Govern   |
| ---- | ----------------- | ------ | --------- | ------- | --- | -------- |
| 1981 | Aharon Abuhatzira | 44,466 | 2.3 (#8)  | 3 / 120 | Nou | Coalició |
| 1984 | Aharon Abuhatzira | 31,103 | 1.5 (#13) | 1 / 120 | 2   | Oposició |